# Hisaya Nakajo
Hisaya Nakajo (中条比紗也 Nakajō Hisaya) (Osaka, 12 de septiembre de 1973 - 12 de octubre de 2023) fue una dibujante de manga japonesa. 

## Producción artística
Su obra más conocida es Hanazakari no Kimitachi E, más conocida popularmente como HanaKimi aparecida en la revista Hana to Yume ("Sueños y Flores") de Hakuensha. 
En Japón, publicó publicados dos artbooks y bastantes "drama CD" de Hanakimi. Otros mangas anteriores de Nakajo son Missing Piece (2 volúmenes) y Yumemiru Happa (1 volumen)